# شهرستان جیا (شاآنشی)
شهرستان جیا (به انگلیسی: Jia County) یک شهرستان در چین است که در یولین واقع شده‌است.